# Pentatoma
Pentatoma — род полужесткокрылых (подотряда клопов) из семейства настоящих щитников.

## Описание
Боковые углы переднеспинки большие, сильно выступающие, загнутые вверх. Основание брюшка с одним бугорком или шипом, если бугорок слабо развит — у вида Pentatoma semiannulata — то длина более 15 мм.

## Систематика
В составе рода:
- Pentatoma bimaculata
- Pentatoma japonica
- Pentatoma ligata
- Pentatoma lineolata
- Pentatoma metallifera
- Pentatoma mucronata
- Pentatoma nigripes
- Pentatoma parametallifera
- Pentatoma prasina
- Pentatoma rufipes
- Pentatoma semiannulata
- Pentatoma trilineata
- Pentatoma tristigma